# أعياد بهائية
لدى الديانة البهائية إحدى عشر يومًا مقدسًا، وهي بمثابة ذكريات مهمة في تاريخ الدين. في تسعة من هذه الأيام المقدسة، يتم تعليق العمل. لا يوجد تنسيق ثابت لأي من الأيام المقدسة، وتنظم المجتمعات البهائية اجتماعاتها التذكارية الخاصة.
يُحدد جميع الأيام المقدسة، باستثناء يومين، سنويًا في تواريخ ثابتة في التقويم البهائي. يُجدول أعياد الميلاد المقدسة التوأم سنويًا وفقًا لحساب قمري.
بالإضافة إلى الأيام المقدسة الحادية عشر، يحتفل البهائيون أيضًا بأيام ها، وهي فترة تتكون من عدة أيام إضافية في التقويم (يتبعها صيام تسعة عشر يومًا).

## جدول التواريخ
| الاسم                         | التاريخ في التقويم البهائي                                                                                            | عدد الأيام بعد النيروز                                                                                                | التاريخ المعتاد في التقويم الغريغوري نيروز ٢٠ مارس /نيروز ٢١ مارس                                                     | وقت خاص للاحتفال أو إحياء الذكرى    | العمل مُعلق |
| ----------------------------- | --- | --- | --- | ----------------------------------- | ---------- |
| نيروز (رأس السنة البهائية)    | بهاء ١ | | ٢٠/٢١ مارس | -                                   | نعم        |
| اليوم الأول من شهر رضوان      | جلال ١٣ | ٣١ | ٢٠/٢١ أبريل | نعم                                 |            |
| اليوم التاسع من شهر رضوان     | جمال ٢ | ٣٩ | ٢٨/٢٩ أبريل | -                                   | نعم        |
| اليوم الثاني عشر من شهر رضوان | جمال ٥ | ٤٢ | ١/٢ مايو | -                                   | نعم        |
| إعلان الباب                   | عظمة ٨ | ٦٤ | ٢٣/٢٤ مايو | بعد ساعتين من غروب شمس اليوم السابق | نعم        |
| صعود بهاءالله                 | عظمة ١٣ | ٦٩ | ٢٨/٢٩ مايو | الساعة ٣ صباحًا (بالتوقيت القياسي)   | نعم        |
| استشهاد الباب                 | رحمة ١٧ | ١١١ | ٩/١٠ يوليو | الساعة ١٢ ظهرًا                      | نعم        |
| ميلاد الباب                   | أول عيدي الميلاد المقدسين؛ يُحتفل بهما في اليوم الأول بعد الهلال الثامن الذي يلي نوروز (منتصف أكتوبر إلى منتصف نوفمبر) | أول عيدي الميلاد المقدسين؛ يُحتفل بهما في اليوم الأول بعد الهلال الثامن الذي يلي نوروز (منتصف أكتوبر إلى منتصف نوفمبر) | أول عيدي الميلاد المقدسين؛ يُحتفل بهما في اليوم الأول بعد الهلال الثامن الذي يلي نوروز (منتصف أكتوبر إلى منتصف نوفمبر) | -                                   | نعم        |
| عيد ميلاد بهاءالله            | ثاني عيدي الميلاد المقدسين؛ يُحتفل به في اليوم الثاني بعد الهلال الثامن الذي يلي نوروز (منتصف أكتوبر إلى منتصف نوفمبر) | ثاني عيدي الميلاد المقدسين؛ يُحتفل به في اليوم الثاني بعد الهلال الثامن الذي يلي نوروز (منتصف أكتوبر إلى منتصف نوفمبر) | ثاني عيدي الميلاد المقدسين؛ يُحتفل به في اليوم الثاني بعد الهلال الثامن الذي يلي نوروز (منتصف أكتوبر إلى منتصف نوفمبر) | -                                   | نعم        |
| يوم العهد                     | قول 4 | 250 | 25/26 نوفمبر | -                                   | لا         |
| صعود عبد البهاء               | قول 6 | 252 | 27/28 نوفمبر | الساعة 1 صباحًا (حسب التوقيت الرسمي) | لا         |

### التواريخ التاريخية
| الاسم                           | التواريخ الميلادية |
| ------------------------------- | ------------------ |
| نوروز (رأس السنة البهائية)      | ٢١ مارس            |
| أول أيام رضوان                  | ٢١ أبريل           |
| اليوم التاسع من شهر الرضوان     | ٢٩ أبريل           |
| اليوم الثاني عشر من شهر الرضوان | ٢ مايو             |
| إعلان الباب                     | ٢٤ مايو            |
| صعود بهاء الله                  | ٢٩ مايو            |
| استشهاد الباب                   | ١٠ يوليو           |
| ميلاد الباب                     | ٢٠ أكتوبر          |
| ميلاد بهاء الله                 | ١٢ نوفمبر          |
| يوم العهد                       | ٢٦ نوفمبر          |
| صعود عبد البهاء                 | ٢٨ نوفمبر          |

## الأيام المقدسة في التقويم البهائي

### الأعياد العامة

#### نوروز
يعتبر النوروز بمثابة بداية الربيع.

### الأعياد المرتبطةبالباب

#### ميلاد الباب
سنويا في شهر أكتوبر أو نوفمبر. وُلِد الباب بعد بهاءالله بعامين، في أول المولدين المقدسين.

#### إعلان الباب
كل سنة في الثامن من ذي الحجة. انظر إعلان الباب للملا حسين

#### استشهاد الباب
كل سنة في 17 رحمت. انظر استشهاد الباب

### الأيام المقدسة المرتبطة بحضرةبهاءالله

#### ميلاد بهاءالله
سنويا في شهر أكتوبر أو نوفمبر. وُلِد بهاءالله في اليوم الثاني من المولدين المقدسين. انظر أيضًا: ميلاد بهاءالله.

#### مهرجان رضوان
مهرجان الرضوان، وهو مهرجان يستمر اثني عشر يومًا ويخلد ذكرى إعلان بهاء الله أنه مظهر الله، هو أقدس مهرجان بهائي أشار إليه بهاء الله باسم "المهرجان الأعظم". يُحتفل بالأيام الأول والتاسع والثاني عشر من المهرجان كأيام مقدسة.
كل عام في جلال 13 وجمال 2 وجمال 5.
انظر مهرجان الرضوان.

#### صعودبهاءالله
كل سنة في الثالث عشر من ذي الحجة.

### الأعياد المرتبطةبعبد البهاء
في هذين اليومين المباركين لا يشترط تعطيل العمل.

#### يوم العهد
سنويا في قول 4. انظر يوم العهد

#### صعود عبد البهاء
سنويا في قول 6. انظر صعود عبد البهاء

### أعياد ميلاد توأم مقدسة
يُحتفل بعيدي ميلاد الباب وبهاءالله المقدسين في اليوم الأول والثاني بعد القمر الثامن بعد نوروز. (في التقويم القمري الإسلامي، كانت ولادة الباب وبهاءالله تقع في أيام متتالية - اليوم الأول والثاني من شهر محرم، على التوالي، بفارق عامين. )
انظر عيدي الميلاد المقدسين وميلاد حضرة بهاءالله.

## قراءة إضافية
- المركز البهائي العالمي (2017). أيام الذكرى - مختارات من كتابات حضرة بهاءالله للأيام المقدسة البهائية.

## روابط خارجية
- التواريخ البهائية من عام ١٧٢ إلى عام ٢٢١ قبل الميلاد (٢٠١٥ – ٢٠٦٥؛ من إعداد المركز البهائي العالمي) (ملف pdf)
- الأعياد والمناسبات الدينية (عرض ديناميكي للمناسبات الدينية، مع تعديله حسب السنة بما يتناسب مع موقعك - صحيح قبل عام 2015 وبعده)
- وثائق ذات صلة بمكتبة البهائيين على الإنترنت